# S.O.B. (film)
S.O.B. is een satirische zwarte humor-filmkomedie van Lorimar Television uit 1981 geregisseerd en geschreven door Blake Edwards en gedistribueerd door Paramount Pictures.

## Verhaal
Felix Farmer is een succesvol filmproducent, maar zijn laatste film flopte zodanig met als resultaat een verlies van enkele miljoenen Amerikaanse dollar. Dit maakt hem zo depressief dat hij enkele mislukte zelfmoordpogingen onderneemt. Hij gaat naar een feestje in Malibu dat uitdraait op een losbandig feest. Daar ziet hij een vrouw met enkel panty's en beseft hij waarom zijn film flopte: er zat geen seks in.
Felix overtuigt de filmstudio om hem de rechten van de film te verkopen, zodat hij deze kan herwerken naar een nieuwe film: een softcore pornografische musical. Daar zal zijn vrouw Sally Miles - die in het verleden een Academy Award won - topless in te zien zijn. Wanneer dat laatste bekend geraakt, gaat de filmstudio met Sally een dubieus contract aan en wint vervolgens via een rechtszaak met een of andere Californische wetgeving de rechten gedeeltelijk terug. Felix steelt de filmnegatieven, maar wordt tijdens de diefstal doodgeschoten door de politie.
De filmstudio wil een huichelachtige begrafenis in heuse Hollywoodstijl organiseren. Sally en Felix' naaste medewerkers stelen het lijk en geven Felix een "vikingbegrafenis".
In de epiloog wordt duidelijk dat de herwerkte film een succes is en dat Sally nogmaals een Academy Award won.

## Rolverdeling
| Acteur           | Personage                      |
| ---------------- | ------------------------------ |
| Julie Andrews    | Sally Miles                    |
| William Holden   | Tim Culley                     |
| Richard Mulligan | Felix Farmer                   |
| Robert Preston   | Dr. Irving Finegarten          |
| Robert Webber    | Ben Coogan                     |
| Robert Vaughn    | David Blackman                 |
| Larry Hagman     | Dick Benson                    |
| Marisa Berenson  | Mavis                          |
| Stuart Margolin  | Gary Murdock                   |
| Loretta Swit     | Polly Reed                     |
| Craig Stevens    | Willard Pratt                  |
| Shelley Winters  | Eva Brown                      |
| Robert Loggia    | Herb Maskowitz                 |
| Jennifer Edwards | Lila                           |
| Rosanna Arquette | Babs                           |
| John Lawlor      | de manager van Capitol Studios |

## Prijzen en nominaties
| Prijs                                 | Categorie                                   | Ontvanger(s)   | Resultaat   |
| ------------------------------------- | ------------------------------------------- | -------------- | ----------- |
| Golden Raspberry Awards 1981          | Slechtste regisseur                         | Blake Edwards  | Genomineerd |
| Golden Raspberry Awards 1981          | Slechtste script                            | Blake Edwards  | Genomineerd |
| National Society of Film Critics 1982 | Best Supporting Actor                       | Robert Preston | Gewonnen    |
| Golden Globe 1982                     | Best Motion Picture - Comedy or Musical     |                | Genomineerd |
| Writers Guild of America 1982         | Best Comedy Written Directly for the Screen | Blake Edwards  | Genomineerd |